# Thomandersia congolana
Thomandersia congolana, manje drvo ili grm iz kišnih šuma Konga, Gabona i DR Konga i Kameruna.

## Vanjske poveznice
- JSTOR